# Йосія
Йосія (* бл. 647 — † 609 v. Chr.) — цар Юдейського царства від 640 до 609 року до н. е. Після вбивства його батька Амона Йосія став царем у віці восьми років (2 Цар. 22:1). Його правління тривало 31 рік та було відзначено духовним і релігійним відродженням Юдеї.

## Релігійна політика
Згідно з описом його царювання приведеним у Другій книзі царів (гл. 22, 23) та Другій книзі хроніки (гл. 34, 35), Йосія слідував юдейському законові, сприяв вірі у єдиного Бога та радикально відкидав почитання інших богів. Він знищив усі жертовники присвячені іншим богам у Єрусалимі, Бет-Елі. Йосія реформував служіння у Єрусалимському Храмі, ввів знову святкування Песаха. Під впливом реформ Йосії в Юдеї склалася, так звана девтерономічна школа, яка справила вирішальний вплив на формування історичного світогляду єврейського народу. Критерієм оцінки діяльності царів стає їх внесок в служіння Єдиному Богу виключно в Єрусалимському храмі і турбота про чистоту культу єдиного Бога. Лише ті царі, які вели безкомпромісну боротьбу проти язичницьких впливів і проти інших культових центрів, ніж Єрусалимський храм, удостоювалися похвали. Падіння в той час північного Ізраїльського царства було Божественною карою за відправлення культу Бога Ізраїлю в інших святилищах. До періоду правління Йосії відноситься початок діяльності найбільш відомого і яскравого представника пророчого руху — пророка Єремії. У цей час почався процес збирання і редакції біблійних текстів до однієї збірки, якому значно сприяв пророк. Цей процес закінчився лише у вавилонському вигнанні.

## Політичне становище
Після смерті Ашшурбаніпала, Ассирійська імперія опинилася на межі краху. У 626 р. до н. е. халдейський вождь Набопаласар (626–605 р. до н. е.) захопив владу у Вавилонії, а до 612 р. до н. е. в союзі з Мідією зруйнував Ашшур і Ніневію. Ассирія практично припинила своє існування. Залишки ассирійських військ втекли за Євфрат і сконцентрувалися біля міста Харран. Йосія не міг не скористатися обставинами, що склалися для утвердження держави. Він поширив свою владу на північ — на колишні ассирійські провінції Самарію (2 Цар. 23:19), Мегіддо (включаючи долину Їзреель) і Галілею (2 Хр. 34:6). Частина північної Палестини була приєднана до Юдеї і єврейські поселення були засновані на південь і схід від Гази та в районі Ейн-Геді. Єгиптяни були дуже стурбовані зростаючою міццю Вавилонського царства і спробували запобігти повному знищенню ассирійців, простягнувши їм руку допомоги. Влітку 609 р. до н. е. фараон Нехо II (610–595 р. до н. е.) рушив на з'єднання з ассирійською армією в околиці Харрана. Йосія виступив проти єгиптян, зустрівши їх зі своїм військом в районі Мегіддо. У битві з Нехо Йосія був важко поранений стрілою в горло і помер у Мегіддо (2 Цар. 23:30), чи за 2 Хр. 35:24 у самому Єрусалимі. Юдея після поразки була змушена визнати себе васалом Єгипту. Наступником Йосії став його син Йоахаз (цар Юдеї).